# Shawn Ku
Shawn Ku je americký herec, režisér, scenárista a choreograf. Jako herec se objevil ve filmu Sansára z roku 2001 indického režiséra Pana Nalina v roli mladého mnicha Tashiho hledajícího rovnováhu mezi duchovním a světským životem. Na režisérské stoličce debutoval v roce 2004 krátkometrážním muzikálem Pretty Dead Girl.

## Filmové role
- 2001: Sansára – mladý mnich Tashi[1]

## Režie
- 2004: Pretty Dead Girl – krátkometrážní
- 2008: The American Mall – muzikál
- 2010: Krásný chlapec  – drama
- 2015: Seeds of Yesterday – epizoda z TV mini série The Dollanganger Saga
- 2019: Krvavé účty – akční, thriller